# Копти (Львовская область)
Копти (укр. Кіпті) — село в Добросинско-Магеровской сельской общине Львовского района Львовской области Украины.
Население по переписи 2001 года составляло 300 человек. Занимает площадь 9 км². Почтовый индекс — 80335. Телефонный код — 3252.